# Адміністративний устрій Березівського району (до 2020 року)
Адміністративний устрій  ліквідованого Березівського району — адміністративно-територіальний поділ колишнього Березівського району Одеської області на 1 міську, 1 селищну та 18 сільських рад, які об'єднували 62 населені пункти та були підпорядковані Березівській районній раді. Адміністративний центр — місто Березівка..

## Об'єднані громади
| № | Назва                    | Центр             | Населені пункти | Площа, км² | Населення (2014) |
| - | ------------------------ | ----------------- | --- | ---------- | ---------------- |
| А | Березівська міська       | місто Березівка   | місто Березівка село Вікторівка село Ланове село Роздол | 128,86     | 15 217           |
| Б | Розквітівська сільська   | село Розквіт      | село Анатолівка село Антонівка село Веселе село Вишневе село Данилівка село Красне село Кринички село Нейкове село Онорівка село Рівне село Розквіт село Ставкове село Чудське село Шутове | 236,8      | 4338             |
| В | Новокальчевська сільська | село Новокальчеве | село Виноградне село Новокальчеве село Садове село Семихатки село Травневе село Улянівка                                                                                                   | 207,8      | 2326             |

## Список радБерезівського району
| №  | Назва                                 | Центр                    | Населені пункти                                                                                         | Площа км² | Місце за площею | Населення (2001), чол. | Місце за населенням | Розташування |
| -- | ------------------------------------- | ------------------------ | --- | --------- | --------------- | ---------------------- | ------------------- | ------------ |
| 1  | Раухівська селищна рада               | смт Раухівка             | смт Раухівка                                                                                            |           |                 |                        |                     |              |
| 2  | Гуляївська сільська рада              | c. Гуляївка              | c. Гуляївка с. Мар'янівка с. Одрадна Балка с. Сахарове                                                  |           |                 |                        |                     |              |
| 3  | Демидівська сільська рада             | c. Демидове              | c. Демидове                                                                                             |           |                 |                        |                     |              |
| 4  | Заводівська сільська рада             | с. Виноград c. Заводівка | c. Заводівка с. Чижове                                                                                  |           |                 |                        |                     |              |
| 5  | Златоустівська сільська рада          | c. Златоустове           | c. Златоустове с. Софіївка                                                                              |           |                 |                        |                     |              |
| 6  | Маринівська сільська рада             | c. Маринове              | c. Маринове с. Балайчук                                                                                 |           |                 |                        |                     |              |
| 7  | Михайло-Олександрівська сільська рада | c. Михайло-Олександрівка | c. Михайло-Олександрівка с. Веселинівка                                                                 |           |                 |                        |                     |              |
| 8  | Новоселівська сільська рада           | c. Новоселівка           | c. Новоселівка с. Зброжківка с. Новоподільське                                                          |           |                 |                        |                     |              |
| 9  | Ряснопільська сільська рада           | c. Ряснопіль             | c. Ряснопіль с. Зеленопілля с. Іванівка с. Основа с. Петрівка с. Сухине                                 |           |                 |                        |                     |              |
| 10 | Степанівська сільська рада            | c. Степанівка            | c. Степанівка с. Донська Балка с. Донське с. Карнагорове с. Косівка с. Танівка с. Червоне с. Чорногірка |           |                 |                        |                     |              |
| 11 | Червоноволодимирівська сільська рада  | c. Михайлівка            | c. Михайлівка с. Котовка с. Юркове                                                                      |           |                 |                        |                     |              |
| 12 | Шевченківська сільська рада           | c. Шевченкове            | с. Шевченкове с. Чигирин                                                                                |           |                 |                        |                     |              |
| 13 | Яснопільська сільська рада            | c. Яснопілля             | с. Яснопілля с. Кудрявка с. Новогригорівка                                                              |           |                 |                        |                     |              |

### Список рад, що втратили статусАТО
| № | Назва                         | Центр           | Населені пункти                                                    | Площа км² | Місце за площею | Населення (2001), чол. | Місце за населенням | Розташування |
| - | ----------------------------- | --------------- | ------------------------------------------------------------------ | --------- | --------------- | ---------------------- | ------------------- | ------------ |
| 1 | Анатолівська сільська рада    | с. Анатолівка   | с. Анатолівка с. Антонівка с. Веселе с. Красне                     |           |                 |                        |                     |              |
| 2 | Виноградненська сільська рада | c. Виноградне   | c. Виноградне с. Садове                                            |           |                 |                        |                     |              |
| 3 | Розквітівська сільська рада   | c. Розквіт      | с. Вишневе c. Розквіт с. Кринички с. Онорівка с. Чудське с. Шутове |           |                 |                        |                     |              |
| 4 | Ставківська сільська рада     | c. Ставкове     | c. Ставкове с. Данилівка с. Нейкове с. Рівне                       |           |                 |                        |                     |              |
| 5 | Новокальчевська сільська рада | c. Новокальчеве | c. Новокальчеве с. Семихатки с. Травневе с. Улянівка               |           |                 |                        |                     |              |

* Примітки: м. — місто, с-ще — селище, смт — селище міського типу, с. — село